# Parisoschoenus
Parisoschoenus är ett släkte av skalbaggar. Parisoschoenus ingår i familjen vivlar.

## Dottertaxa tillParisoschoenus, i alfabetisk ordning[1]
- Parisoschoenus albus
- Parisoschoenus angustulus
- Parisoschoenus angustus
- Parisoschoenus ariri
- Parisoschoenus bakeri
- Parisoschoenus bifrons
- Parisoschoenus brevicollis
- Parisoschoenus brevipennis
- Parisoschoenus brunneipes
- Parisoschoenus butia
- Parisoschoenus calvus
- Parisoschoenus campestris
- Parisoschoenus cupidus
- Parisoschoenus diplosperminae
- Parisoschoenus elegans
- Parisoschoenus ellipsis
- Parisoschoenus exposita
- Parisoschoenus flavolimbata
- Parisoschoenus giganteus
- Parisoschoenus jugularis
- Parisoschoenus maritimus
- Parisoschoenus melaneus
- Parisoschoenus montanus
- Parisoschoenus nanulus
- Parisoschoenus nigripes
- Parisoschoenus obesulus
- Parisoschoenus ovatus
- Parisoschoenus paranaensis
- Parisoschoenus parcus
- Parisoschoenus peruanus
- Parisoschoenus plagiatus
- Parisoschoenus plana
- Parisoschoenus planipennis
- Parisoschoenus puncticollis
- Parisoschoenus rivularis
- Parisoschoenus rotundicollis
- Parisoschoenus rufinus
- Parisoschoenus sanguinicollis
- Parisoschoenus sculpturatus
- Parisoschoenus seriellus
- Parisoschoenus subcylindricus
- Parisoschoenus subsimilis
- Parisoschoenus sulcatulus
- Parisoschoenus suturalis
- Parisoschoenus tucum
- Parisoschoenus vestitus
- Parisoschoenus vicinus